# Johann Bischoff (Medienwissenschaftler)
Johann Bischoff (* 1951) ist ein deutscher Medienwissenschaftler, Medienpädagoge/Mediendidaktiker und Hochschulprofessor an der Hochschule Merseburg.

## Leben
Johann Bischoff realisierte seine wissenschaftliche Ausbildung an der Universität Oldenburg bei den Professoren Wolfgang Schulenberg (Soziologie) und Hans-Dietrich Raapke (geisteswissenschaftliche Pädagogik). Zuvor studierte er an der Akademie für Absatzwirtschaft in Hannover und schloss 1974 als staatlich geprüfter Kommunikationswirt ab. An der Hochschule für gestaltende Kunst und Musik Bremen schloss er 1976 sein Studium als Diplom-Designer ab. 1981 erhielt er an der Universität Oldenburg den Abschluss als Diplom-Pädagoge, promovierte dort 1990 zum Doktor der Philosophie. Er promovierte an den Fachbereichen Erziehungswissenschaften bei Prof. Hans-Dietrich Raapke und „Kommunikation/Ästhetik“ bei Prof. Jens Thiele.
Bischoff arbeitete als Wissenschaftlicher Mitarbeiter und Lehrbeauftragter an der Carl von Ossietzky Universität im Fachbereich „Kommunikation/Ästhetik“, mit Prüfungsberechtigung für die Kunsterzieher-Lehrerausbildung. 1990 erhielt er eine Gastprofessur an der Hochschule für Bildende Künste in Dresden und institutionalisierte dort den Lehrbereich „Visuelle Kommunikation“. 1993 erhielt er den Ruf eines Professors für „Ästhetik und Kommunikation“ an der Hochschule Merseburg, später für das Lehrgebiet „Medienwissenschaft und angewandte Ästhetik“. Er war dort Studiendekan und vertritt das Lehrgebiet Medienwissenschaft und angewandte Ästhetik.
Bischoff initiierte künstlerische und pädagogische Projekte in Bremen, Oldenburg, Dresden und Merseburg (Brot für die Welt, Offener Kanal/Bürgermedien, Schulkulturarbeit) und verfasste Publikationen, Zeitschriften- sowie Buchbeiträge über Bildende Kunst im Fernsehen, Medienpädagogik, Kulturpädagogik und Mediendidaktik. Er ist zudem Initiator des 1996 erlassenen Diplomstudiengangs „Kultur- und Medienpädagogik“ (KMP) an der ehemaligen Hochschule Merseburg. Als Studiendekan entwickelte er 2005 die Studiengänge BA Studiengang Kultur- und Medienpädagogik und MA Studiengang Angewandte Medien- und Kulturwissenschaft. Es entstanden mehrere Publikationen und Fachtagungen zum Berufsbild der Kulturpädagogen in Deutschland.
Daneben realisierte Bischoff Filmproduktionen für die Lehre an der Universität Oldenburg, der Hochschule für Bildende Künste in Dresden und der Hochschule Merseburg. Als emeritierter Professor verfasst er Publikationen in einer eigenen Schriftenreihe des Hochschulverlags der Hochschule Merseburg, mit dem Schwerpunkt „Interdisziplinäres Denken, Forschen, Handeln“. Bischoff ist weiterhin Gutachter für BA - und Masterarbeiten.

## Schriften (Auswahl)
Bischoff, J., Bildende Kunst im Schulfernsehen. Eine empirische Untersuchung von Bildender Kunst in Produktionen des Schulfernsehens unter Einbeziehung von Kunstsendungen des allgemeinen Fernsehens, Oldenburg 1989
Bischoff, J., Medienpädagogik, Arbeitskreis Universitäre Erwachsenenbildung AUE (Hrsg.). Bibliotheksverlag der C.v.O. Universität Oldenburg 1990.
Bischoff, J., Visuelle Kommunikation – Aufgaben und Zielsetzungen der kunstpädagogischen Arbeit im Rahmen des ASP, in: B. Möller (Hrsg.): Das Allgemeine Schulpraktikum (ASP) im Einzugsbereich der Universität Oldenburg. Grundlagen, Geschichte, Konzeption, Erfahrungen, Probleme, Perspektiven. Oldenburg 1994.
Bischoff, J., Brandi, B.,  Offener Kinderkanal Gera. Konzept für einen Kinderkanal im Offenen Kanal. TLM Gera (Hrsg.), KoPäd Verlag, München 1997.
Bischoff, J., Medienproduktion als pädagogisches Handlungsfeld, in: H. Dichanz (Hrsg.): Medienerziehung im Jahr 2010. Probleme, Perspektiven, Szenarien. Gütersloh 1997, S. 182–193.
Bischoff, J., Brandi, B., Studienbrief „Medien in den Fächern Ästhetik – Kommunikation“. Fernuniversität Hagen, Hagen 2001 (170 S.).
Bischoff, J., Brandi, B., Studienbrief „Medien in den Fächern Ästhetik - Kommunikation“. Weiterbildendes Studium Medienkompetenz für Lehrerinnen und Lehrer des Landes Sachsen-Anhalt, (170 S.), Hagen 2001.
Bischoff, J., Brandi, B., Studienbrief „Eigenes Gestalten und Verbreiten von Medienbeiträgen“. Kurs Nr. 04913 (133 S.), Universität Paderborn / Fernuniversität Hagen 2001.

Bischoff, J., Brandi, B. (Hrsg.),  Merseburger Medienpädagogische Schriften. Bände 1–9. Aachen:
Band 1: Künstlerisch-technische Grundlagen für die Ausbildung im Bereich der angewandten Kultur-, Medien- und Sozialpädagogik, 480 Seiten, Aachen 2006.
Band 2: Kulturpädagogik: Berufsbild, Qualifikationsansprüche und Positionen, 407 Seiten, Aachen 2005.
Band 3: Theater.Medien.Polis. Kulturpädagogik im gesellschaftlichen Engagement, 464 Seiten, Aachen 2007.
Band 4: Bollywood meets Merseburg. Interkulturelle Arbeit im Studiengang Kultur- und Medienpädagogik am Beispiel Filmanalyse, 280 Seiten, Aachen 2007.
Band 5: Kultur verstehen - Kultur vermitteln. Kulturkompetenzvermittlung in der Hochschulausbildung, 390 Seiten, Aachen 2008.
Band 6: Räume im Dazwischen. Lernen mit Kunst und Kultur, 475 Seiten, Aachen 2010.
Band 7: Medientheorie / Filmtheorie sowie Betrachtungen zu Ästhetik, Inszenierungsformen und Inhalten ausgewählter Produktionen, 411 Seiten, Aachen 2011.
Band 8: Expertisen des Alltags. Versuche über das Volkstheater auf der Bühne, im Fernsehen und im öffentlichen Raum, 286 Seiten, Aachen 2013.
Band 9: Kulturstudium in Deutschland mit ausgewählten Beispielen der Ausbildung an der Hochschule Merseburg, 461 Seiten, Aachen 2016.

Angelstein, R., Bischoff, J., Das Bild der Hochschule Merseburg in der studentischen und städtischen Öffentlichkeit, Bd. 1, Autoren: A. Turuntas, M. Greiß, Xin Li, Merseburg 2013.
Angelstein, R., Bischoff, J., E-Learning Instrumente, E-Learning - Praxis und Qualitätsmanagement an der Hochschule Merseburg, Bd. 2, Merseburg 2014.
Angelstein, R. (Hrsg.), Wirkungskreise eines Medienwissenschaftlers. Festschrift für  Prof. Dr. Johann Bischoff, Merseburg 2016.
Bischoff, J., Der Geist von Hawaii. In: Brandi, B., Angelstein, R.,  (Hrsg.), Zwischen den Künsten. Beiträge zu Kunst und Kultur, S. 483–499, Merseburg 2018.
Angelstein, R., Bischoff, J., Begegnung mit dem Fremden in Film und Fernsehen, Malerei und Theater. Bd. 3, Merseburg 2019.
Angelstein, R., Bischoff, J. (Hrsg.), Handbuch Künstlerische Kompetenzvermittlung in der Kulturellen Bildung Bd. 4, Film, Fernsehen, Fotografie, Musik, Audio, Malerei, Grafik, Ausstellung. Merseburg 2019.
Angelstein, R., Bischoff, J. (Hrsg.), Handbuch Künstlerische Kompetenzvermittlung in der kulturellen Bildung Bd. 5, Theater / Tanz und kreative Techniken, Autoren: B. Brandi und P. Meyer-Hansel, Merseburg 2020.
Angelstein, R. Bischoff, J. (Hrsg.), Die Vernunft beginnt in der Küche. Essen und Kulturgeschichte. Festschrift für Prof. Dr. Alfred Frei, Merseburg 2019.
Bischoff, J., Gewalt im Film und Fernsehen, sowie Madame X – Eine absolute Herrscherin, Film von Ulrike Ottinger. In, Voß, H.J., Katzer, M. (Hrsg.), Geschlechtliche und sexuelle Selbstbestimmung durch Kunst und Medien, Seite 139–200, Gießen 2019.
Angelstein, R., Bischoff, J., „Das Ganze ist mehr als die Summe seiner Teile“ - Teamarbeit und „Partnerschaft nach Innen nach Außen“, Festschrift für Rektor Prof. Dr. Kirbs mit Beiträgen von Minister Prof. Dr. A. Willingmann, MDB K. Diaby, Prof. Dr. E. Holtmann, C. Günther u. a., Merseburg 2022.